# 赛珍珠撞击坑
赛珍珠（英語：Buck）是金星上纳乌卡地区的一个陨石坑，它具有梯田壁、平坦而低反射地表，特征分类为“复杂”的中央峰。坑底中央峰非常大，流状沉积物超出了撞击坑西部及西南粗糙沉积物的范围。

## 参阅
- http://photojournal.jpl.nasa.gov/catalog/PIA00470 （页面存档备份，存于）